# Puchar Ukrainy w piłce siatkowej mężczyzn (2024/2025)
Puchar Ukrainy w piłce siatkowej mężczyzn 2024/2025 (ukr. Кубок України з волейболу серед чоловічих команд 2024/2025) – 31. edycja rozgrywek o siatkarski Puchar Ukrainy zorganizowana przez Ukraiński Związek Piłki Siatkowej (ukr. Федерація волейболу України, ФВУ). Rozpoczęła się 13 grudnia 2024 roku. Uczestniczyły w niej 22 zespoły z Superligi, wyższej ligi, I ligi oraz II ligi.
Rozgrywki składały się z dwóch rund wstępnych oraz turnieju finałowego, w ramach którego rozegrano półfinały oraz finał.
Turniej finałowy odbył się w dniach 8-9 lutego 2025 roku w kompleksie sportowym „Epicentr” (ukr. спортивний комплекс «Епіцентр») w Gródku. Po raz drugi, jednocześnie drugi raz z rzędu, Puchar Ukrainy zdobył Epicentr-Podolany Horodok, który w finale pokonał zespół MHP-Ładyżyn-SzWSM-Kołos Winnica. Najlepszym zawodnikiem (MVP) turnieju finałowego został wybrany Danyło Urywkin.

## System rozgrywek
Rozgrywki o Puchar Ukrainy w sezonie 2024/2025 składały się z dwóch rund wstępnych oraz turnieju finałowego. W I rundzie uczestniczyły drużyny z wyższej ligi, I ligi oraz II ligi, czyli odpowiednio z drugiego, trzeciego i czwartego poziomu rozgrywek ligowych. Zespoły zostały podzielone na cztery grupy (A–D) i w ramach każdej grupy rozegrały ze sobą po jednym meczu. Do II rundy awansowali zwycięzcy poszczególnych grup. W II rundzie do rywalizacji dołączyły zespoły z Superligi. Drużyny ponownie podzielono na cztery grupy (E–H), w których rozegrały ze sobą po jednym meczu. Zwycięzcy grup awansowali do turnieju finałowego. Turniej finałowy obejmował półfinały i finał. Nie rozgrywano meczu o 3. miejsce. Zwycięzca finału zdobył Puchar Ukrainy.
| Kryteria ustalenia pozycji w tabeli |
| O kolejności w tabeli decydowały następujące kryteria: 1. liczba punktów (3:0 i 3:1 – 3 punkty dla zwycięzcy, 0 punktów dla przegranego; 3:2 – 2 punkty dla zwycięzcy, 1 punkt dla przegranego; walkower – 3 punkty dla zwycięzcy, -1 punkt dla przegranego), 2. liczba zwycięstw, 3. stosunek setów wygranych do przegranych, 4. stosunek małych punktów zdobytych do straconych, 5. bilans w meczach bezpośrednich pomiędzy zainteresowanymi drużynami zgodnie z punktami 1-4. |

## Drużyny uczestniczące
W Pucharze Ukrainy w sezonie 2024/2025 uczestniczyły 22 drużyny: 8 z Superligi, 4 z wyższej ligi, 4 z I ligi oraz 6 z II ligi.
| Superliga (8 drużyn)                            | Superliga (8 drużyn) |
| ----------------------------------------------- | -------------------- |
| SWK Burewisnyk-SzWSM Czernihów                  | półfinał             |
| WK Epicentr-Podolany Horodok                    | zwycięstwo           |
| Epicentr-Podolany-Reprezentacja Ukrainy U-20    | półfinał             |
| WK MHP-Ładyżyn-SzWSM-Kołos Winnica              | finał                |
| WK Podilla Chmielnicki                          | II runda             |
| WK Policija ochorony-ZUNU-SzWSM-Dynamo Tarnopol | II runda             |
| Zbirna Połtawśkoji obłasti WK Reszetyliwka      | II runda             |
| WK Żytyczi-Polissia Żytomierz                   | II runda             |

| Wyższa liga (4 drużyny)                                    | Wyższa liga (4 drużyny) |
| ---------------------------------------------------------- | ----------------------- |
| Akademija Epicentr-Podolany–Reprezentacja Ukrainy U-18–KFW | I runda                 |
| WK Bachmut-SzWSM                                           | I runda                 |
| WK Datskyj Tekstyl                                         | II runda                |
| MHP-Kołos Winnica                                          | II runda                |

| I liga (4 drużyny)                     | I liga (4 drużyny) |
| -------------------------------------- | ------------------ |
| Doneczczyna                            | I runda            |
| WK Patriot-Weres-Riwne                 | I runda            |
| Stołyczna-NUBIP                        | II runda           |
| WK UżNU – Zbirna Zakarpatśkoji obłasti | I runda            |

| II liga (6 drużyn)                                | II liga (6 drużyn) |
| ------------------------------------------------- | ------------------ |
| WK Irpiń-Mołodistʹ                                | II runda           |
| WK Łokomotyw Kijów                                | I runda            |
| WK Olimp Borszcziwśkoji MTH                       | I runda            |
| WK Policija ochorony-ZUNU-SzWSM-Dynamo Tarnopol 2 | I runda            |
| Uniwersytet Łesi Ukrainki                         | I runda            |
| WK Wełykokuczuriwska TH                           | I runda            |

## Rozgrywki
Godziny podane są według czasu lokalnego (UTC+2).

### I runda
awans do II rundy

#### Grupa A
Tabela
| Lp. | Drużyna         | Pkt | Mecze | Mecze   | Mecze   | Sety | Sety | Sety  | Małe punkty | Małe punkty | Małe punkty |
| Lp. | Drużyna         | Pkt | M     | W (3:2) | P (2:3) | wyg. | prz. | ratio | zdob.       | str.        | ratio       |
| --- | --------------- | --- | ----- | ------- | ------- | ---- | ---- | ----- | ----------- | ----------- | ----------- |
| 1   | Irpiń-Mołodistʹ | 5   | 2     | 2 (1)   | 0 (0)   | 6    | 3    | 2.000 | 206         | 186         | 1.108       |
| 2   | Doneczczyna     | 3   | 2     | 1 (0)   | 1 (0)   | 4    | 4    | 1.000 | 180         | 184         | 0.978       |
| 3   | Bachmut-SzWSM   | 1   | 2     | 0 (0)   | 2 (1)   | 3    | 6    | 0.500 | 186         | 202         | 0.921       |

Źródło: 
Punktacja: 3:0 i 3:1 – 3 pkt; 3:2 – 2 pkt; 2:3 – 1 pkt; 1:3 i 0:3 – 0 pkt
Zasady ustalania kolejności: zob. sekcję powyżej
Wyniki spotkań

| 13 grudnia 2024 14:00 Źródło: | Bachmut-SzWSM | 1:3 (25:18, 20:25, 22:25, 20:25) | Doneczczyna | Kompleks sportowy NUBiP, Kijów Sędzia: Ołeksandr Mychajłow i Witalij Szczerbyna |

| 14 grudnia 2024 12:00 Źródło: | Irpiń-Mołodistʹ | 3:2 (22:25, 25:21, 22:25, 25:17, 15:11) | Bachmut-SzWSM | Kompleks sportowy NUBiP, Kijów Sędzia: Witalij Szczerbyna i Iwan Wysoczański |

| 15 grudnia 2024 10:00 Źródło: | Doneczczyna | 1:3 (17:25, 25:22, 22:25, 23:25) | Irpiń-Mołodistʹ | Kompleks sportowy NUBiP, Kijów Sędzia: Iwan Wysoczański i Ołeksandr Mychajłow |

#### Grupa B
Tabela
| Lp. | Drużyna                   | Pkt | Mecze | Mecze   | Mecze   | Sety | Sety | Sety  | Małe punkty | Małe punkty | Małe punkty |
| Lp. | Drużyna                   | Pkt | M     | W (3:2) | P (2:3) | wyg. | prz. | ratio | zdob.       | str.        | ratio       |
| --- | ------------------------- | --- | ----- | ------- | ------- | ---- | ---- | ----- | ----------- | ----------- | ----------- |
| 1   | Datskyj Tekstyl           | 9   | 3     | 3 (0)   | 0 (0)   | 9    | 0    | MAX   | 225         | 163         | 1.380       |
| 2   | Uniwersytet Łesi Ukrainki | 5   | 3     | 2 (1)   | 1 (0)   | 6    | 5    | 1.200 | 234         | 234         | 1.000       |
| 3   | Patriot-Weres-Riwne       | 3   | 3     | 1 (1)   | 2 (1)   | 5    | 8    | 0.625 | 254         | 278         | 0.914       |
| 4   | Olimp Borszcziwśkoji MTH  | 1   | 3     | 0 (0)   | 3 (1)   | 2    | 9    | 0.222 | 211         | 249         | 0.847       |

Źródło: 
Punktacja: 3:0 i 3:1 – 3 pkt; 3:2 – 2 pkt; 2:3 – 1 pkt; 1:3 i 0:3 – 0 pkt
Zasady ustalania kolejności: zob. sekcję powyżej
Wyniki spotkań

| 13 grudnia 2024 16:00 Źródło: | Datskyj Tekstyl | 3:0 (25:15, 25:21, 25:13) | Olimp Borszcziwśkoji MTH | DIUSSz „Sokolany”, Sokal Sędzia: Iwan Waskan i Witalij Jacyk |

| 13 grudnia 2024 18:00 Źródło: | Patriot-Weres-Riwne | 2:3 (22:25, 25:19, 15:25, 25:16, 13:15) | Uniwersytet Łesi Ukrainki | DIUSSz „Sokolany”, Sokal Sędzia: Witalij Jacyk i Iwan Waskan |

| 14 grudnia 2024 12:00 Źródło: | Olimp Borszcziwśkoji MTH | 0:3 (20:25, 16:25, 23:25) | Uniwersytet Łesi Ukrainki | DIUSSz „Sokolany”, Sokal Sędzia: Witalij Jacyk i Iwan Waskan |

| 14 grudnia 2024 14:00 Źródło: | Datskyj Tekstyl | 3:0 (25:16, 25:19, 25:20) | Patriot-Weres-Riwne | DIUSSz „Sokolany”, Sokal Sędzia: Iwan Waskan i Witalij Jacyk |

| 15 grudnia 2024 10:00 Źródło: | Patriot-Weres-Riwne | 3:2 (17:25, 25:19, 25:21, 17:25, 15:13) | Olimp Borszcziwśkoji MTH | DIUSSz „Sokolany”, Sokal Sędzia: Witalij Jacyk i Iwan Waskan |

| 15 grudnia 2024 12:00 Źródło: | Uniwersytet Łesi Ukrainki | 0:3 (16:25, 23:25, 20:25) | Datskyj Tekstyl | DIUSSz „Sokolany”, Sokal Sędzia: Iwan Waskan i Witalij Jacyk |

#### Grupa C
Tabela
| Lp. | Drużyna                                                    | Pkt | Mecze | Mecze   | Mecze   | Sety | Sety | Sety  | Małe punkty | Małe punkty | Małe punkty |
| Lp. | Drużyna                                                    | Pkt | M     | W (3:2) | P (2:3) | wyg. | prz. | ratio | zdob.       | str.        | ratio       |
| --- | ---------------------------------------------------------- | --- | ----- | ------- | ------- | ---- | ---- | ----- | ----------- | ----------- | ----------- |
| 1   | Stołyczna-NUBIP                                            | 9   | 3     | 3 (0)   | 0 (0)   | 9    | 0    | MAX   | 225         | 148         | 1.520       |
| 2   | Policija ochorony-ZUNU-SzWSM-Dynamo Tarnopol 2             | 5   | 3     | 2 (1)   | 1 (0)   | 6    | 5    | 1.200 | 229         | 225         | 1.018       |
| 3   | Akademija Epicentr-Podolany–Reprezentacja Ukrainy U-18–KFW | 4   | 3     | 1 (0)   | 2 (1)   | 5    | 7    | 0.714 | 262         | 255         | 1.027       |
| 4   | Łokomotyw Kijów                                            | 0   | 3     | 0 (0)   | 3 (0)   | 1    | 9    | 0.111 | 159         | 247         | 0.644       |

Źródło: 
Punktacja: 3:0 i 3:1 – 3 pkt; 3:2 – 2 pkt; 2:3 – 1 pkt; 1:3 i 0:3 – 0 pkt
Zasady ustalania kolejności: zob. sekcję powyżej
Wyniki spotkań

| 13 grudnia 2024 16:00 Źródło: | Akademija Epicentr-Podolany–Reprezentacja Ukrainy U-18–KFW | 3:1 (22:25, 25:18, 25:18, 25:17) | Łokomotyw Kijów | Kompleks sportowy NUBiP, Kijów Sędzia: Witalij Szczerbyna i Iwan Wysoczański |

| 13 grudnia 2024 18:00 Źródło: | Stołyczna-NUBIP | 3:0 (25:15, 25:19, 25:18) | Policija ochorony-ZUNU-SzWSM-Dynamo Tarnopol 2 | Kompleks sportowy NUBiP, Kijów Sędzia: Iwan Wysoczański i Ołeksandr Mychajłow |

| 14 grudnia 2024 14:00 Źródło: | Łokomotyw Kijów | 0:3 (10:25, 13:25, 18:25) | Policija ochorony-ZUNU-SzWSM-Dynamo Tarnopol 2 | Kompleks sportowy NUBiP, Kijów Sędzia: Iwan Wysoczański i Ołeksandr Mychajłow |

| 14 grudnia 2024 16:00 Źródło: | Akademija Epicentr-Podolany–Reprezentacja Ukrainy U-18–KFW | 0:3 (18:25, 20:25, 18:25) | Stołyczna-NUBIP | Kompleks sportowy NUBiP, Kijów Sędzia: Ołeksandr Mychajłow i Witalij Szczerbyna |

| 15 grudnia 2024 12:00 Źródło: | Policija ochorony-ZUNU-SzWSM-Dynamo Tarnopol 2 | 3:2 (13:25, 20:25, 25:22, 29:27, 15:10) | Akademija Epicentr-Podolany–Reprezentacja Ukrainy U-18–KFW | Kompleks sportowy NUBiP, Kijów Sędzia: Ołeksandr Mychajłow i Witalij Szczerbyna |

| 15 grudnia 2024 14:00 Źródło: | Stołyczna-NUBIP | 3:0 (25:16, 25:11, 25:13) | Łokomotyw Kijów | Kompleks sportowy NUBiP, Kijów Sędzia: Witalij Szczerbyna i Iwan Wysoczański |

#### Grupa D
Tabela
| Lp. | Drużyna              | Pkt | Mecze | Mecze   | Mecze   | Sety | Sety | Sety  | Małe punkty | Małe punkty | Małe punkty |
| Lp. | Drużyna              | Pkt | M     | W (3:2) | P (2:3) | wyg. | prz. | ratio | zdob.       | str.        | ratio       |
| --- | -------------------- | --- | ----- | ------- | ------- | ---- | ---- | ----- | ----------- | ----------- | ----------- |
| 1   | MHP-Kołos Winnica    | 6   | 2     | 2 (0)   | 0 (0)   | 6    | 0    | MAX   | 150         | 120         | 1.250       |
| 2   | Wełykokuczuriwska TH | 3   | 2     | 1 (0)   | 1 (0)   | 3    | 3    | 1.000 | 132         | 135         | 0.978       |
| 3   | UżNU                 | 0   | 2     | 0 (0)   | 2 (0)   | 0    | 6    | 0.000 | 123         | 150         | 0.820       |

Źródło: 
Punktacja: 3:0 i 3:1 – 3 pkt; 3:2 – 2 pkt; 2:3 – 1 pkt; 1:3 i 0:3 – 0 pkt
Zasady ustalania kolejności: zob. sekcję powyżej
Wyniki spotkań

| 13 grudnia 2024 16:00 Źródło: | MHP-Kołos Winnica | 3:0 (25:21, 25:21, 25:21) | UżNU | Kompleks sportowy SKA, Winnica Sędzia: Pawło Sawycz i Ołeksandr Boczarow |

| 14 grudnia 2024 17:00 Źródło: | UżNU | 0:3 (20:25, 18:25, 22:25) | Wełykokuczuriwska TH | Kompleks sportowy SKA, Winnica Sędzia: Ołeksandr Boczarow i Ołeh Iwanow |

| 15 grudnia 2024 11:00 Źródło: | MHP-Kołos Winnica | 3:0 (25:13, 25:21, 25:23) | Wełykokuczuriwska TH | Kompleks sportowy SKA, Winnica Sędzia: Ołeh Iwanow i Ołeksandr Boczarow |

### II runda
awans do turnieju finałowego

#### Grupa E
Tabela
| Lp. | Drużyna                   | Pkt | Mecze | Mecze   | Mecze   | Sety | Sety | Sety  | Małe punkty | Małe punkty | Małe punkty |
| Lp. | Drużyna                   | Pkt | M     | W (3:2) | P (2:3) | wyg. | prz. | ratio | zdob.       | str.        | ratio       |
| --- | ------------------------- | --- | ----- | ------- | ------- | ---- | ---- | ----- | ----------- | ----------- | ----------- |
| 1   | Epicentr-Podolany Horodok | 6   | 2     | 2 (0)   | 0 (0)   | 6    | 0    | MAX   | 150         | 81          | 1.852       |
| 2   | Podilla Chmielnicki       | 2   | 2     | 1 (1)   | 1 (0)   | 3    | 5    | 0.600 | 143         | 180         | 0.794       |
| 3   | Datskyj Tekstyl           | 1   | 2     | 0 (0)   | 2 (1)   | 2    | 6    | 0.333 | 145         | 177         | 0.819       |

Źródło: 
Punktacja: 3:0 i 3:1 – 3 pkt; 3:2 – 2 pkt; 2:3 – 1 pkt; 1:3 i 0:3 – 0 pkt
Zasady ustalania kolejności: zob. sekcję powyżej
Wyniki spotkań

| 24 stycznia 2025 17:00 Źródło: | Epicentr-Podolany Horodok | 3:0 (25:13, 25:14, 25:14) | Podilla Chmielnicki | Kompleks sportowy „Epicentr”, Gródek Sędzia: Ołeh Iwanow i Serhij Hulka |

| 25 stycznia 2025 12:00 Źródło: | Podilla Chmielnicki | 3:2 (16:25, 21:25, 25:23, 25:21, 15:11) | Datskyj Tekstyl | Kompleks sportowy „Epicentr”, Gródek Sędzia: Serhij Hulka i Ołeh Iwanow |

| 26 stycznia 2025 12:00 Źródło: | Epicentr-Podolany Horodok | 3:0 (25:16, 25:13, 25:11) | Datskyj Tekstyl | Kompleks sportowy „Epicentr”, Gródek Sędzia: Ołeh Iwanow i Serhij Hulka |

#### Grupa F
Tabela
| Lp. | Drużyna                                      | Pkt | Mecze | Mecze   | Mecze   | Sety | Sety | Sety  | Małe punkty | Małe punkty | Małe punkty |
| Lp. | Drużyna                                      | Pkt | M     | W (3:2) | P (2:3) | wyg. | prz. | ratio | zdob.       | str.        | ratio       |
| --- | -------------------------------------------- | --- | ----- | ------- | ------- | ---- | ---- | ----- | ----------- | ----------- | ----------- |
| 1   | Epicentr-Podolany–Reprezentacja Ukrainy U-20 | 5   | 2     | 2 (1)   | 0 (0)   | 6    | 2    | 3.000 | 193         | 158         | 1.222       |
| 2   | Żytyczi-Polissia Żytomierz                   | 4   | 2     | 1 (0)   | 1 (1)   | 5    | 3    | 1.667 | 180         | 165         | 1.091       |
| 3   | MHP-Kołos Winnica                            | 0   | 2     | 0 (0)   | 2 (0)   | 0    | 6    | 0.000 | 100         | 150         | 0.667       |

Źródło: 
Punktacja: 3:0 i 3:1 – 3 pkt; 3:2 – 2 pkt; 2:3 – 1 pkt; 1:3 i 0:3 – 0 pkt
Zasady ustalania kolejności: zob. sekcję powyżej
Wyniki spotkań

| 24 stycznia 2025 18:30 Źródło: | Żytyczi-Polissia Żytomierz | 2:3 (29:27, 17:25, 23:25, 28:26, 8:15) | Epicentr-Podolany–Reprezentacja Ukrainy U-20 | Kompleks sportowy ŻDU, Żytomierz Sędzia: Mychajło Medwidʹ i Jurij Teslicki |

| 25 stycznia 2025 13:00 Źródło: | Epicentr-Podolany–Reprezentacja Ukrainy U-20 | 3:0 (25:21, 25:10, 25:22) | MHP-Kołos Winnica | Kompleks sportowy ŻDU, Żytomierz Sędzia: Mychajło Medwidʹ i Serhij Łemeszczuk |

| 26 stycznia 2025 16:00 Źródło: | Żytyczi-Polissia Żytomierz | 3:0 (25:15, 25:15, 25:17) | MHP-Kołos Winnica | Kompleks sportowy ŻDU, Żytomierz Sędzia: Jurij Teslicki i Mychajło Medwidʹ |

#### Grupa G
Tabela
| Lp. | Drużyna                         | Pkt | Mecze | Mecze   | Mecze   | Sety | Sety | Sety  | Małe punkty | Małe punkty | Małe punkty |
| Lp. | Drużyna                         | Pkt | M     | W (3:2) | P (2:3) | wyg. | prz. | ratio | zdob.       | str.        | ratio       |
| --- | ------------------------------- | --- | ----- | ------- | ------- | ---- | ---- | ----- | ----------- | ----------- | ----------- |
| 1   | MHP-Ładyżyn-SzWSM-Kołos Winnica | 6   | 2     | 2 (0)   | 0 (0)   | 6    | 1    | 6.000 | 171         | 152         | 1.125       |
| 2   | Reszetyliwka                    | 2   | 2     | 1 (1)   | 1 (0)   | 3    | 5    | 0.600 | 185         | 178         | 1.039       |
| 3   | Stołyczna-NUBIP                 | 1   | 2     | 0 (0)   | 2 (1)   | 3    | 6    | 0.500 | 191         | 217         | 0.880       |

Źródło: 
Punktacja: 3:0 i 3:1 – 3 pkt; 3:2 – 2 pkt; 2:3 – 1 pkt; 1:3 i 0:3 – 0 pkt
Zasady ustalania kolejności: zob. sekcję powyżej
Wyniki spotkań

| 24 stycznia 2025 15:00 Źródło: | MHP-Ładyżyn-SzWSM-Kołos Winnica | 3:0 (25:20, 25:23, 25:21) | Reszetyliwka | Hala WNMU, Winnica Sędzia: Wołodymyr Pajewski i Jewhen Umiński |

| 25 stycznia 2025 17:00 Źródło: | Reszetyliwka | 3:2 (30:32, 25:17, 26:28, 25:17, 15:9) | Stołyczna-NUBIP | Hala WNMU, Winnica Sędzia: Jewhen Umiński i Wołodymyr Pajewski |

| 26 stycznia 2025 13:00 Źródło: | MHP-Ładyżyn-SzWSM-Kołos Winnica | 3:1 (20:25, 25:17, 26:24, 25:22) | Stołyczna-NUBIP | Hala WNMU, Winnica Sędzia: Wołodymyr Pajewski i Jewhen Umiński |

#### Grupa H
Tabela
| Lp. | Drużyna                                      | Pkt | Mecze | Mecze   | Mecze   | Sety | Sety | Sety  | Małe punkty | Małe punkty | Małe punkty |
| Lp. | Drużyna                                      | Pkt | M     | W (3:2) | P (2:3) | wyg. | prz. | ratio | zdob.       | str.        | ratio       |
| --- | -------------------------------------------- | --- | ----- | ------- | ------- | ---- | ---- | ----- | ----------- | ----------- | ----------- |
| 1   | Burewisnyk-SzWSM Czernihów                   | 6   | 2     | 2 (0)   | 0 (0)   | 6    | 1    | 6.000 | 167         | 133         | 1.256       |
| 2   | Policija ochorony-ZUNU-SzWSM-Dynamo Tarnopol | 3   | 2     | 1 (0)   | 1 (0)   | 4    | 3    | 1.333 | 148         | 148         | 1.000       |
| 3   | Irpiń-Mołodistʹ                              | 0   | 2     | 0 (0)   | 2 (0)   | 0    | 6    | 0.000 | 116         | 150         | 0.773       |

Źródło: 
Punktacja: 3:0 i 3:1 – 3 pkt; 3:2 – 2 pkt; 2:3 – 1 pkt; 1:3 i 0:3 – 0 pkt
Zasady ustalania kolejności: zob. sekcję powyżej
Wyniki spotkań

| 24 stycznia 2025 18:00 Źródło: | Policija ochorony-ZUNU-SzWSM-Dynamo Tarnopol | 1:3 (15:25, 20:25, 25:17, 13:25) | Burewisnyk-SzWSM Czernihów | FOK, Tarnopol Sędzia: Andrij Kowalczuk i Witalij Parszyn |

| 25 stycznia 2025 15:00 Źródło: | Irpiń-Mołodistʹ | 0:3 (18:25, 22:25, 20:25) | Burewisnyk-SzWSM Czernihów | FOK, Tarnopol Sędzia: Witalij Parszyn i Andrij Kowalczuk |

| 26 stycznia 2025 11:00 Źródło: | Policija ochorony-ZUNU-SzWSM-Dynamo Tarnopol | 3:0 (25:21, 25:16, 25:19) | Irpiń-Mołodistʹ | FOK, Tarnopol Sędzia: Andrij Kowalczuk i Witalij Parszyn |

### Turniej finałowy

#### Półfinały
| 8 lutego 2025 16:00 Źródło: | Epicentr-Podolany Horodok | 3:0 (25:13, 25:16, 25:22) | Epicentr-Podolany–Reprezentacja Ukrainy U-20 | Kompleks sportowy „Epicentr”, Gródek Sędzia: Andrij Kowalczuk i Mychajło Medwidʹ |

| 8 lutego 2025 19:00 Źródło: | Burewisnyk-SzWSM Czernihów | 1:3 (11:25, 23:25, 25:23, 18:25) | MHP-Ładyżyn-SzWSM-Kołos Winnica | Kompleks sportowy „Epicentr”, Gródek Sędzia: Mychajło Medwidʹ i Witalij Parszyn |

#### Finał
| 9 lutego 2025 19:00 Źródło: | Epicentr-Podolany Horodok | 3:0 (25:17, 27:25, 31:29) | MHP-Ładyżyn-SzWSM-Kołos Winnica | Kompleks sportowy „Epicentr”, Gródek Sędzia: Andrij Kowalczuk i Witalij Parszyn |

## Nagrody indywidualne
| Nagroda                  | Zawodnik            | Klub                            |
| ------------------------ | ------------------- | ------------------------------- |
| Najlepszy zawodnik (MVP) | Danyło Urywkin      | Epicentr-Podolany Horodok       |
| Najlepszy rozgrywający   | Witalij Szczytkow   | Epicentr-Podolany Horodok       |
| Najlepszy atakujący      | Mychajło Jakuszenko | MHP-Ładyżyn-SzWSM-Kołos Winnica |
| Najlepszy przyjmujący    | Serhij Miszczenko   | MHP-Ładyżyn-SzWSM-Kołos Winnica |
| Najlepszy środkowy       | Maksym Drozd        | Epicentr-Podolany Horodok       |
| Najlepszy libero         | Ołeksandr Bojko     | Epicentr-Podolany Horodok       |
| Źródło:                  |                     |                                 |